# Brana calopasa
Brana calopasa là một loài bướm đêm trong họ Noctuidae.